# Юман, Метри
Метри́ Юма́н (чув. Мĕтри Юман; псевдоним; по паспорту — Дмитрий Петрович Петров, 13 октября (26 октября) 1885 года, дер. Большие Бюрганы, Буинский уезд, Татарстана — 18 февраля 1939 года, Амурская область) — чувашский прозаик, драматург и журналист, редактор.
В Союзе писателей СССР с 1939 года.

## Биография
Из крестьянской семьи. Окончив сельскую начальную школу поступил в Симбирскую чувашскую школу (1899—1905). Работал учителем в Кошки-Новотимбаевской школе. Вступив в партию социал-революционеров (эсеров) начал среди крестьян организовывать общество борьбы за землю и свободу. В 1906 году его уволили из школы. Спасаясь от судебного преследования, Петров постоянно менял место работы. С 1908 года находился под надзором полиции. Журналист, редактировал газету «Хыпар», работал в Казанской губернской земской управе.
В 1913 году Метри Юман сдав экстерном экзамен в гимназии получил аттестат. Поступает на историко-филологический факультет Московского университета. В то же время овладел немецким, французским, греческим, латинским и тюркским языками, юриспруденцией. Во время учёбы сотрудничал с разными периодическими изданиями. Начало мировой войны расстроило планы окончить университет. В армии служил в чине поручика.
Избран депутатом Учредительного собрания от Симбирского избирательного округа по списку № 2 (Партия социалистов-революционеров и Совет крестьянских депутатов). Участник заседания Учредительного собрания 5 января 1918 года. В 1918 году член Комуча.
В феврале 1918 был инициатором закрытия чувашской национальной газеты "Хыпар" и выпуска вместо неё газеты "Канаш" (Совет). Первый номер газеты под новым названием вышел 28 февраля и состоял из статей "Хыпара" № 12(70).
В 1921 году по призыву Чувашского облревкома Д. П. Юман переезжает в Чебоксары, для строительства Чувашской автономной области. В советское время возглавлял статистическое бюро Татарской автономной республики.
В 1924—1939 гг. работал служащим Промбанка в Москве, экономистом на строительстве восточного участка БАМа.

## Произведения
Создал такие работы как повести «Чăваш календарĕ» (Чувашский календарь), «Ӗмĕрне паллă çул» (Знаменитая дорога), драмы «Укăлчакасси» и «Колхоз новеллисем» (Колхозные новеллы). В 1936 году вышла книга «Суйласа илнисем» (Избранные). Совместно с И. Максимовым-Кошкинским написал сценарий для кинофильма «Ял» (Деревня).